# Хенералифе
Хенерали́фе (исп. Generalife, от араб. جَنَّة الْعَرِيف‎; Jannat al-'Arif — «сад архитектора») — бывшая загородная резиденция эмиров династии Насридов, правивших Гранадой в XIII—XIV веках.
Сады Хенералифе находятся на холме Серро-дель-Соль; вместе с расположенными немного западнее крепостью-резиденцией Альгамбра и жилым районом Альбайсин, которые образуют средневековую часть города, Хенералифе включены в список Всемирного наследия ЮНЕСКО как «бесценный пример королевских арабских резиденций средневекового периода».

## Описание
Дворец и сады были построены в период правления Мухаммеда III (1302—1309) и заново декорированы вскоре после султана Измаила I (1313—1324). Комплекс включает в себя Патио-де-ла-Асекиа (Patio de la Acequia — «двор ручья»), в котором располагаются длинный бассейн, окружённый клумбами, фонтаны, колоннады и павильоны, а также Хардин-да-ла-Султана (Jardín de la Sultana — «сад султаны»), имеющий второе название — «кипарисовый двор». Хардин-да-ла-Султана считается наиболее хорошо сохранившимся садом мусульманской Испании. Кроме того, сад Хенералифе — самый старый из сохранившихся маврских садов.
Ранее дворец Хенералифе был соединён с Альгамброй крытым мостиком через овраг, который сейчас их разделяет.
В садах растёт самшит, кусты роз, гвоздики и желтофиоль, а также кустарники: от ив до кипарисов. Сад представляет собой шедевр садоводческого искусства, воссоздавая образы рая из Корана. Современная часть сада была разбита в 1931 году Франциско Прието Морено и завершена 1951 году. Дорожки замощены в традиционном гранадском стиле с мозаикой из камушков: белые были собраны в реке Дарро, а чёрные — в реке Генил.

## Галерея

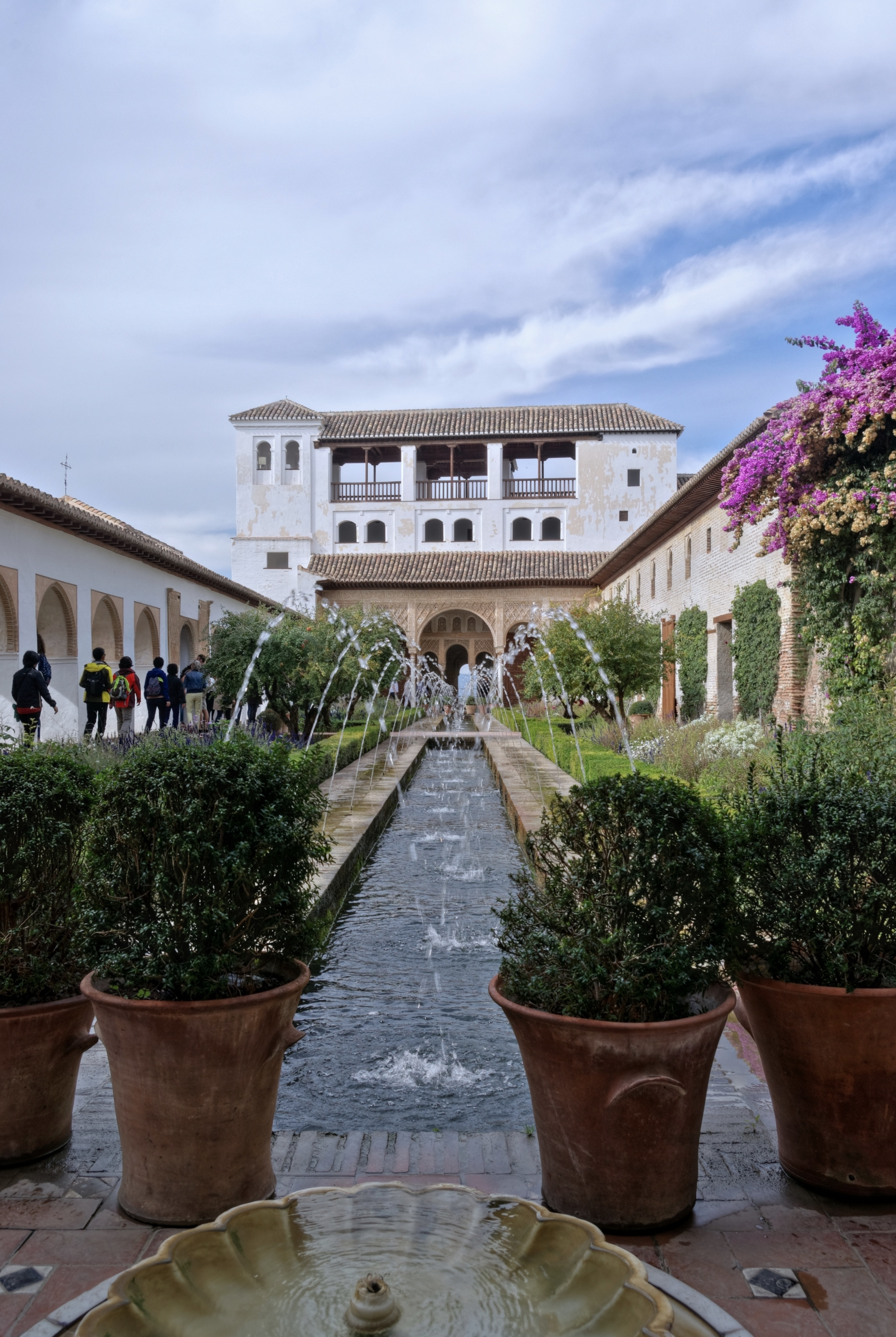
Патио-де-ла-Асекиа
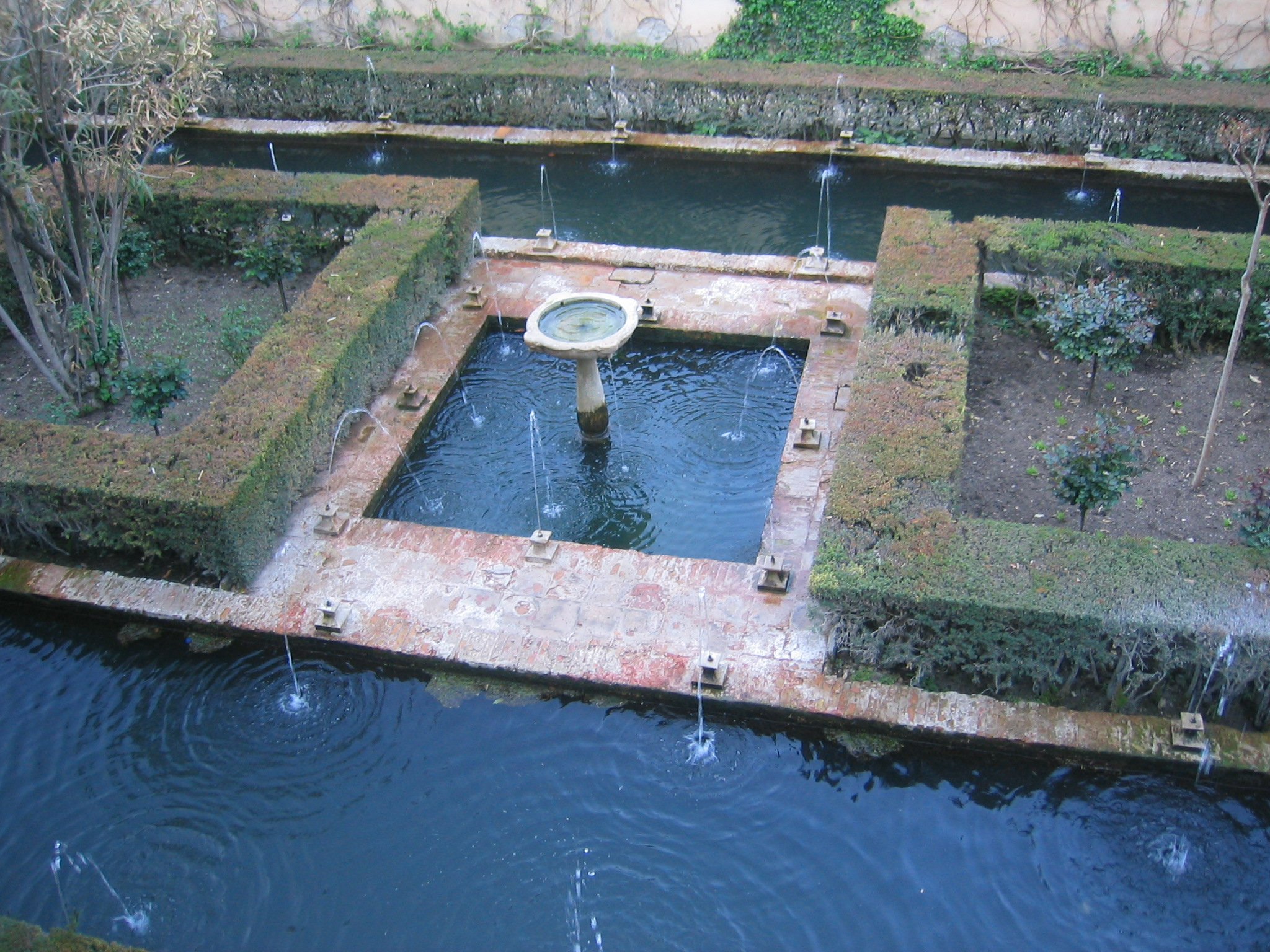
Фонтан в саду султана